# Petrushügel

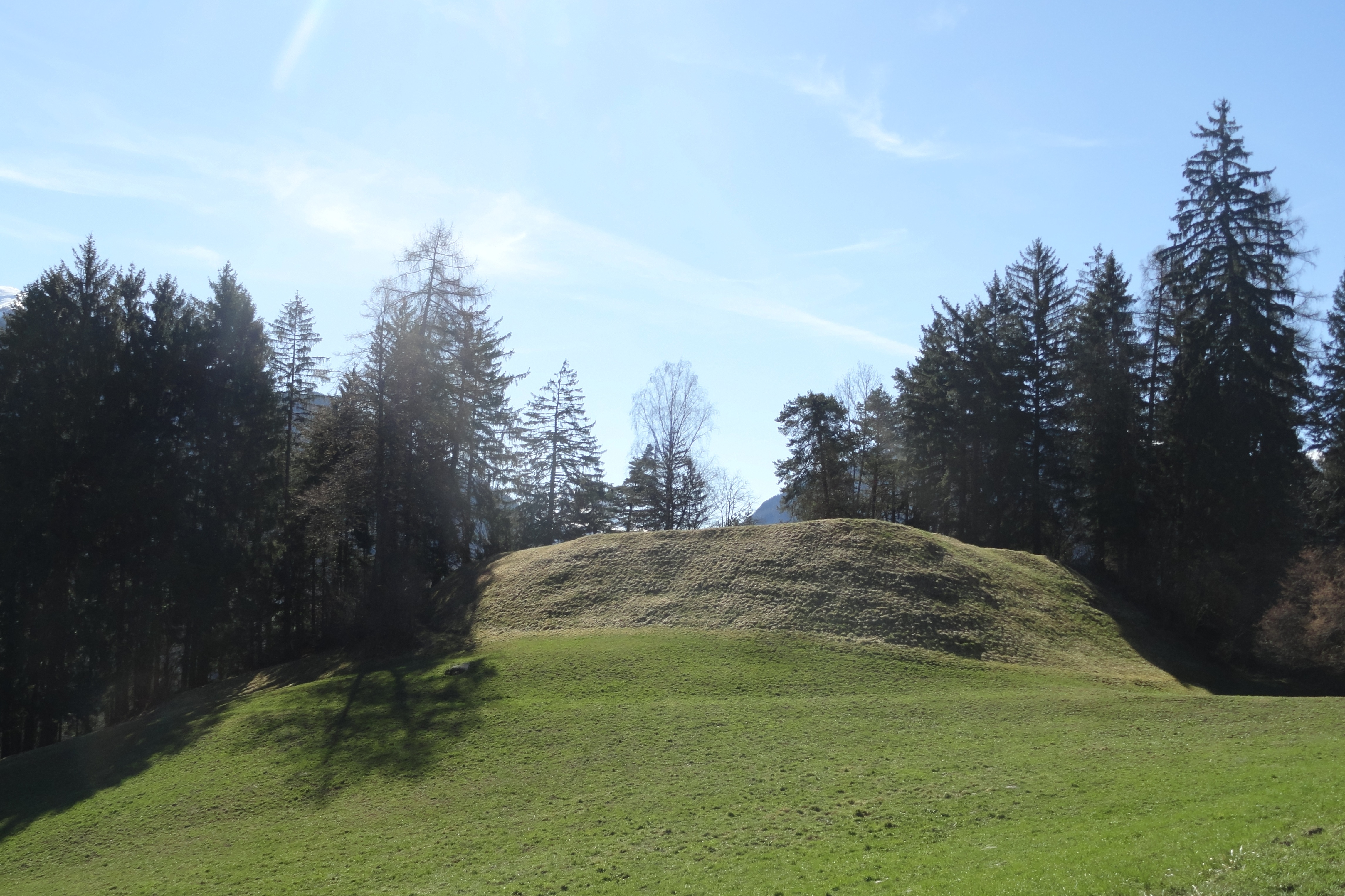
Der Petrushügel. Ansicht von Norden

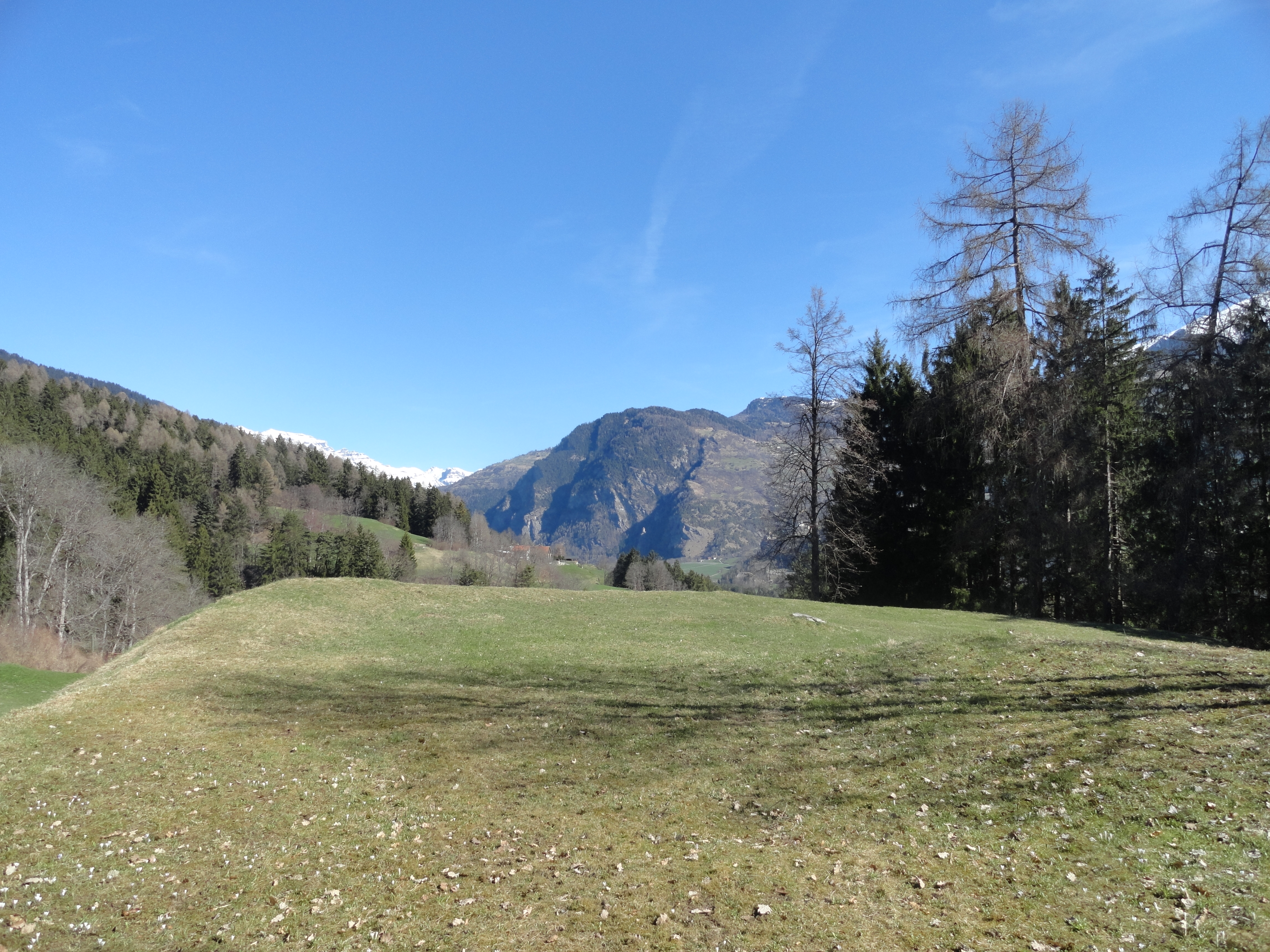
Hügelplateau, Blick nach Norden

Der Petrushügel ist ein jungsteinzeitlicher Siedlungsplatz auf dem Gemeindegebiet von Cazis im schweizerischen Kanton Graubünden. 

## Lage
Der auffallende abgeplattete Hügel am Fuss des Heinzenbergs  liegt im Norden des Dorfes Cazis westlich von Realta rund 80 Meter über dem Talgrund auf einer Höhe von 740 Metern. Er ist von der am Fuss des Hügels entlang führenden kleinen Strasse aus in einer Viertelstunde zu Fuss gut zu erreichen.

## Grabungen
1938/1939 entdeckte Walo Burkart auf dem Hügelplateau Spuren einer jungsteinzeitlichen Siedlung. Er interpretierte die Funde als Reste von Herdstellen und Hütten, darunter ein einen Meter eingetieftes Wohngrubenhaus sowie eine Befestigung mit Palisade. Die Keramikfunde wurden der Horgener Kultur zugewiesen. Daneben barg Burkart gegen 200 «Steinsägen» aus Kalkstein, einige Schleifsteine, Steinbeile aus Serpentinit, viele Fassungen aus Hirschgeweih sowie Artefakte aus Geweih, Knochen und Bergkristall. Die zahlreichen «Sägeplatten» liessen Burkart an einen nahezu «gewerbsmässigen Serpentinit-Sägebetrieb» denken.
1981/1982 führte das urgeschichtliche Seminar der Universität Zürich Nachgrabungen durch, bei denen weitere Funde gemacht wurden. Margarita Primas, die die Grabungen begleitete und dokumentierte, stellte Burkarts Interpretationen von Hüttenbauten in Frage. Seine beobachtete «neolithische Befestigungsanlage» identifizierte sie als Trockenmauerwerk aus dem Spätmittelalter.
Aus dem gesamten Fundmaterial schloss Primas, dass auf dem Petrushügel wohl keine ganzjährliche Siedlung stand, der Ort sei vielmehr saisonal für Jagd, Viehweide, Stein- und Geweihverarbeitung genutzt worden. C-14-Datierungen ergaben, dass die Fundstelle auf dem Petrushügel in das spätere Neolithikum zu datieren sei, also ins späte 4. und frühe 3. Jahrtausend v. Chr.

## Funde
Die abgebildeten Funde sind im Rätischen Museum ausgestellt

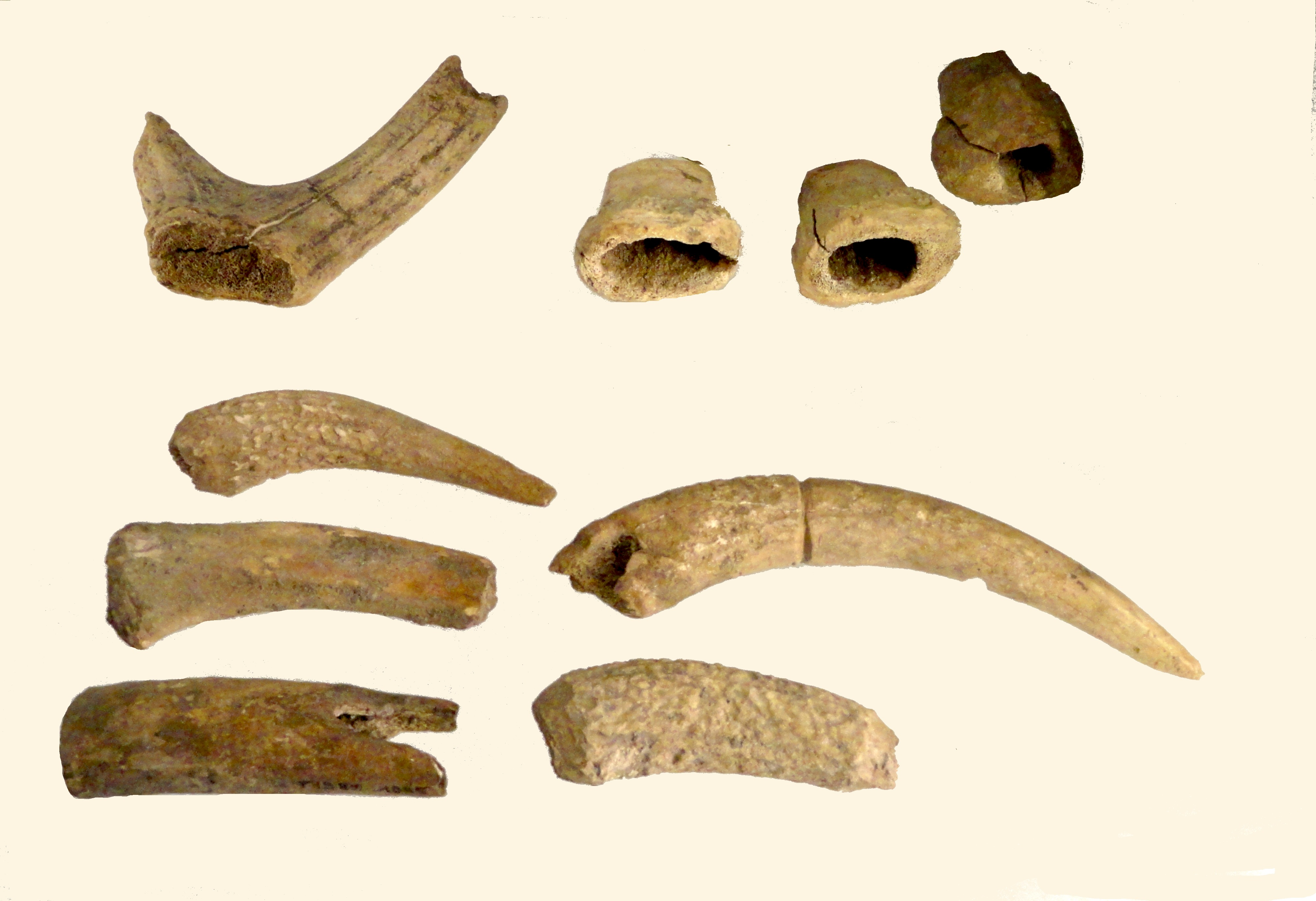
Stangen und Sprossen aus Hirschgeweih
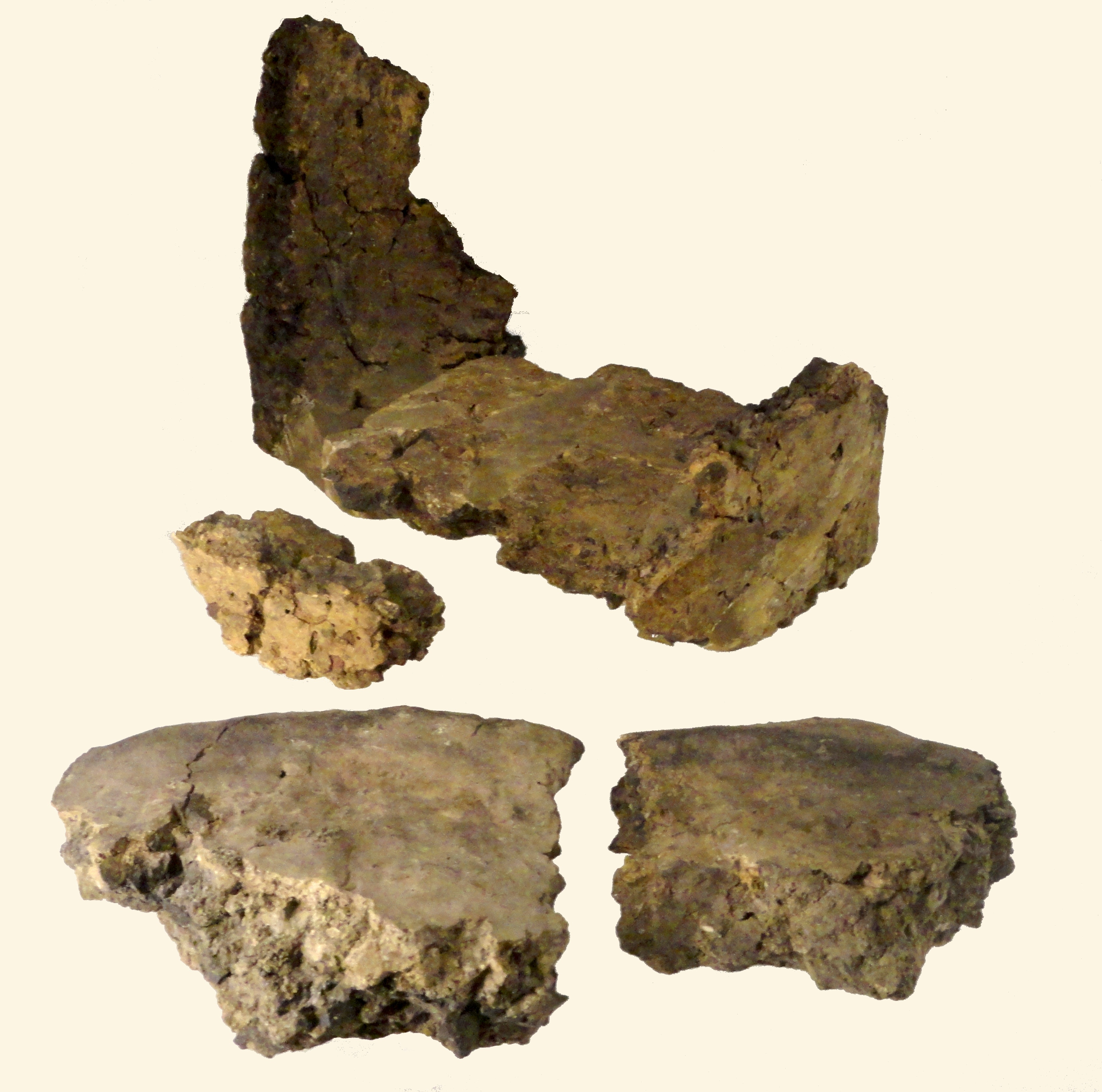
Grobkeramik Typ Horgen
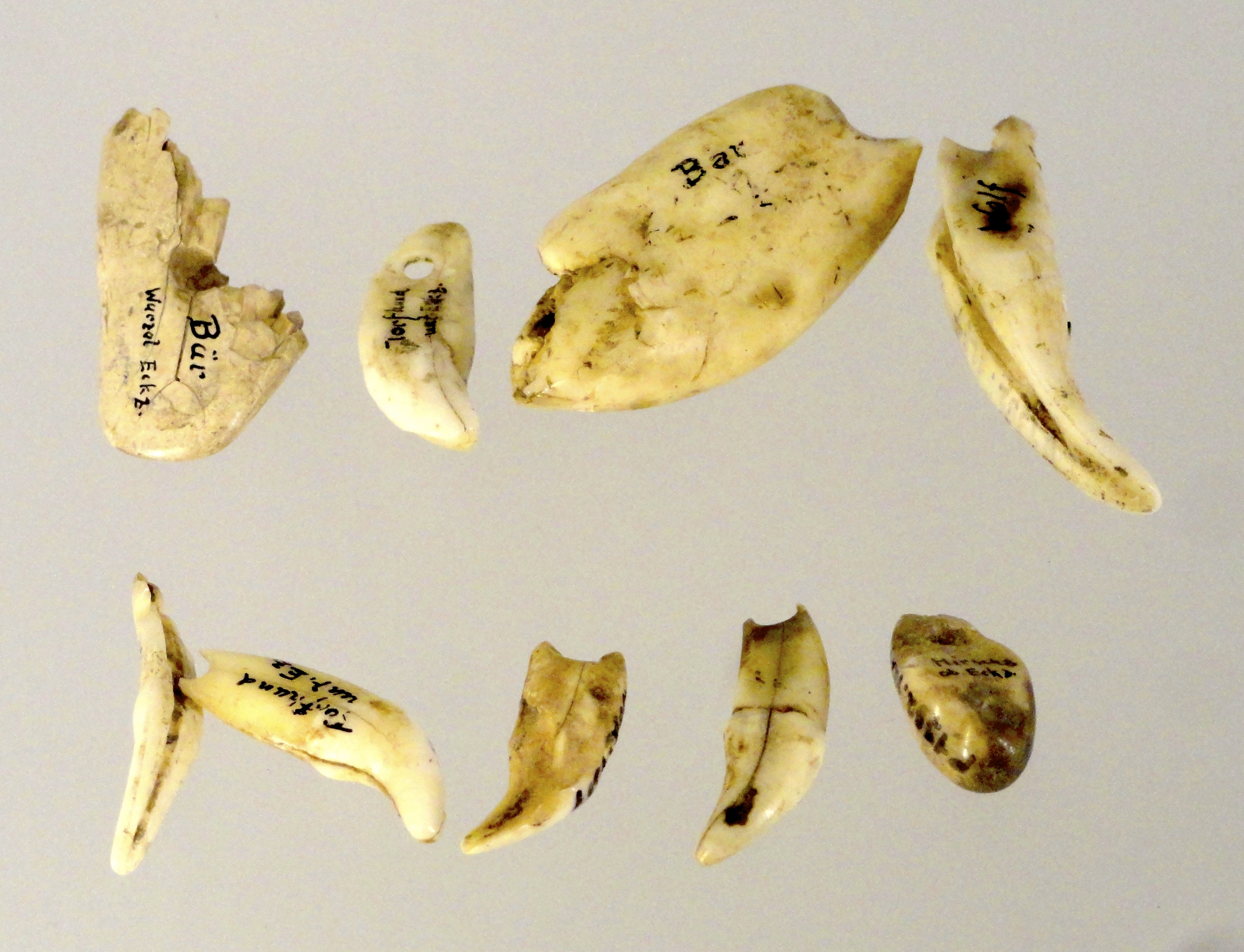
Tierzähne